# Anul bisericesc
Anul bisericesc începe în tradiția bizantină la 1 septembrie (Anul Nou bisericesc) și se încheie la 31 august. După tradiția iudaică, în această zi Dumnezeu a început lucrarea de creare a lumii și Mântuitorul a început activitatea sa de propăvăduire a Evangheliei.
Anul Nou bisericesc a fost instituit la Sinodul I Ecumenic de la Niceea, când s-a decis să se sărbătorească în data de 1 septembrie.
În tradiția latină anul bisericesc începe cu prima duminică din Advent.